# Zahnkranzpaket

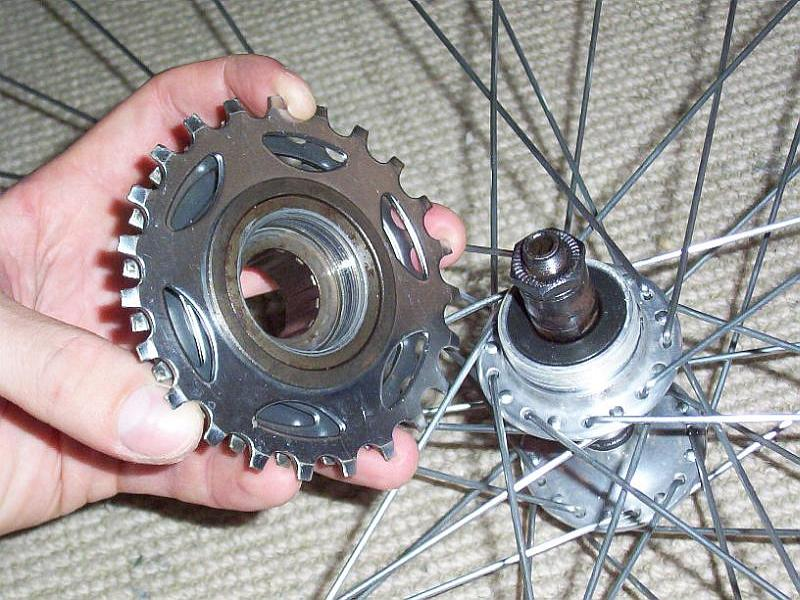
Zahnkranzpaket als Schraubkranz

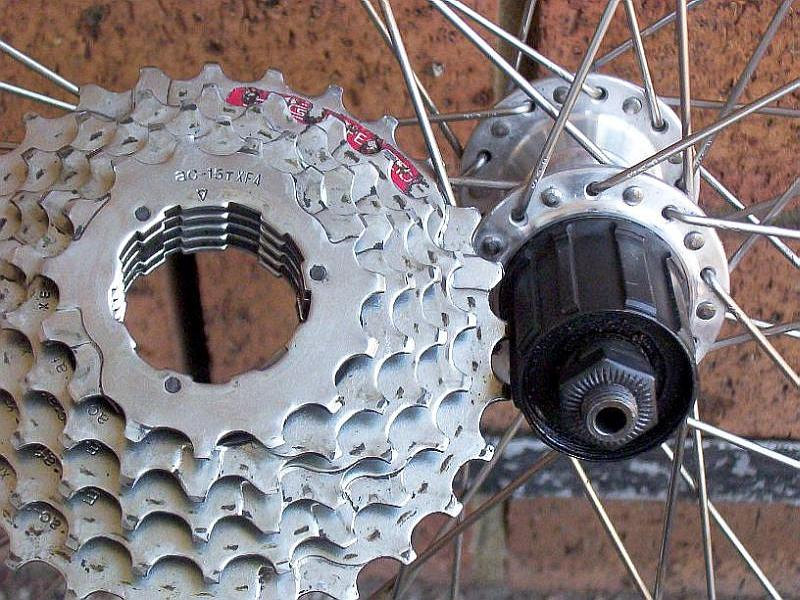
Zahnkranzpaket als Steckkranz

Ein Zahnkranzpaket, Ritzelpaket oder eine Zahnkranzkassette ist der hintere Teil des Antriebs bei einem Fahrrad mit Kettenschaltung. Das Zahnkranzpaket ist lösbar mit der Hinterradnabe verbunden. Es besteht aus mehreren nebeneinander angeordneten Zahnkränzen, die auch als Ritzel bezeichnet werden.

## Bauarten
Es sind zwei Bauarten zu unterscheiden:
1. Der Schraubkranz bildet zusammen mit dem Freilauf eine kompakte Einheit. Er wird auf die Nabe aufgeschraubt und war bis in die frühen 1990er Jahre verbreitet. Zur Demontage wird ein passender Abzieher benötigt.
2. Der Steckkranz wird auf den mit der Nabe verschraubten Freilaufkörper aufgesteckt und mit einem Verschlussring fixiert. Bei der Demontage sind der passende Abzieher und eine Kettenpeitsche nötig, mit der das Zahnkranzpaket gehalten wird, da sonst der Freilauf mitdreht. Wegen ihrer Vorteile verdrängen Steckkränze seit ihrer Einführung in den 1990er Jahren die Schraubkränze.

Bei vielen Zahnkranzpaketen sind die einzelnen Zahnkränze austauschbar, da sie nicht fest miteinander verbunden sind. Sie sind mit Inbusmadenschrauben verschraubt oder ganz lose. Bei manchen Zahnkranzpaketen sind sie vernietet, bilden eine Einheit und können nur komplett gewechselt werden. Dafür geht der Austausch schnell vonstatten und es können weniger Montagefehler gemacht werden.

## Übersetzung und Größe
Die Kapazität eines Zahnkranzpaketes wird durch die Angabe der Zähnezahl des kleinsten und des größten Zahnkranzes bestimmt.
Da bei Rennrädern das Optimum zwischen Trittfrequenz (Kadenz) und Geschwindigkeit angestrebt wird, haben derartige Zahnkranzpakete eine geringe Kapazität durch geringe Unterschiede in den Zähnezahlen benachbarter Zahnkränze. Dadurch ergeben sich kleine Gangsprünge. Unter Umständen sind bestimmte Steigungen nicht mehr fahrbar.
Im Gegensatz dazu wird bei Mountainbikes eine große Kapazität angestrebt, um sich flexibel auf unterschiedliches Gelände anpassen zu können. Es ergeben sich bei gleicher Ritzelanzahl größere Gangsprünge. Eine feine Anpassung an die optimale Trittkadenz des Fahrenden ist unter Umständen nur über Geschwindigkeitseinbußen möglich, oder andersherum, eine gewünschte Geschwindigkeit kann nur mit einer suboptimalen Kadenz gefahren werden.
Die kleinsten im Markt verfügbaren Kränze haben 9 Zähne (Campagnolo Ekar), die größten bis zu 34 (Rennrad – Shimano Ultegra) oder 52 (Mountainbike – SRAM Eagle).

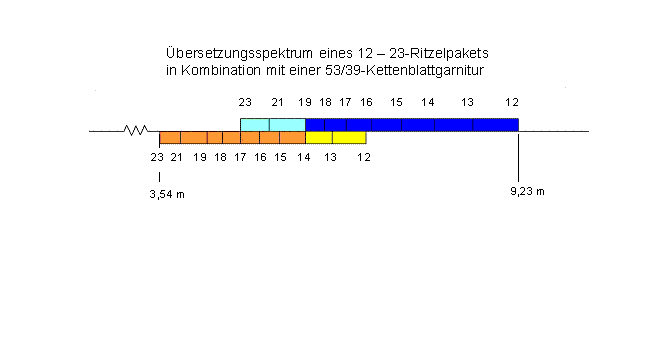
Übersetzungsspektrum eines 12–23-Ritzelpakets, hellblau bzw. gelb der Überschneidungsbereich

Die Verwendung von Kettenblattgarnituren vorne mit mehr als einem Kettenblatt führt in Kombination mit dem hinteren Zahnkranzpaket im mittleren Übersetzungsbereich zu Überschneidungen, innerhalb derer zwischen annähernd oder sogar exakt gleichen Übersetzungen gewählt werden kann. Vorteil ist, dass Mehrfachkettenblätter die Nachteile engerer Zahnkranzpaketausführungen abmildern. Nachteilig ist die erhöhte Komplexität des Schaltens, was unter Umständen eine gute Schaltzeitpunktplanung erfordert, z. B. in Rennsituationen. 
Bei Mountainbikes begann sich ab Mitte der 2010er Jahre das einfache Kettenblatt vorn (1-by-Schaltungen) durchzusetzen, häufig begründet mit der geringeren Fehleranfälligkeit, einfacheren Wartung und Gewichtsersparnis. Bei Rennrädern dagegen dominiert die Zweifach-Kettenblattgarnitur, bei Trekking-Rädern gehören Dreifachausführungen zum Standard.

## Ketten
Abhängig von der Anzahl der Ritzel werden spezielle Schaltungsketten benötigt.

## Bilder

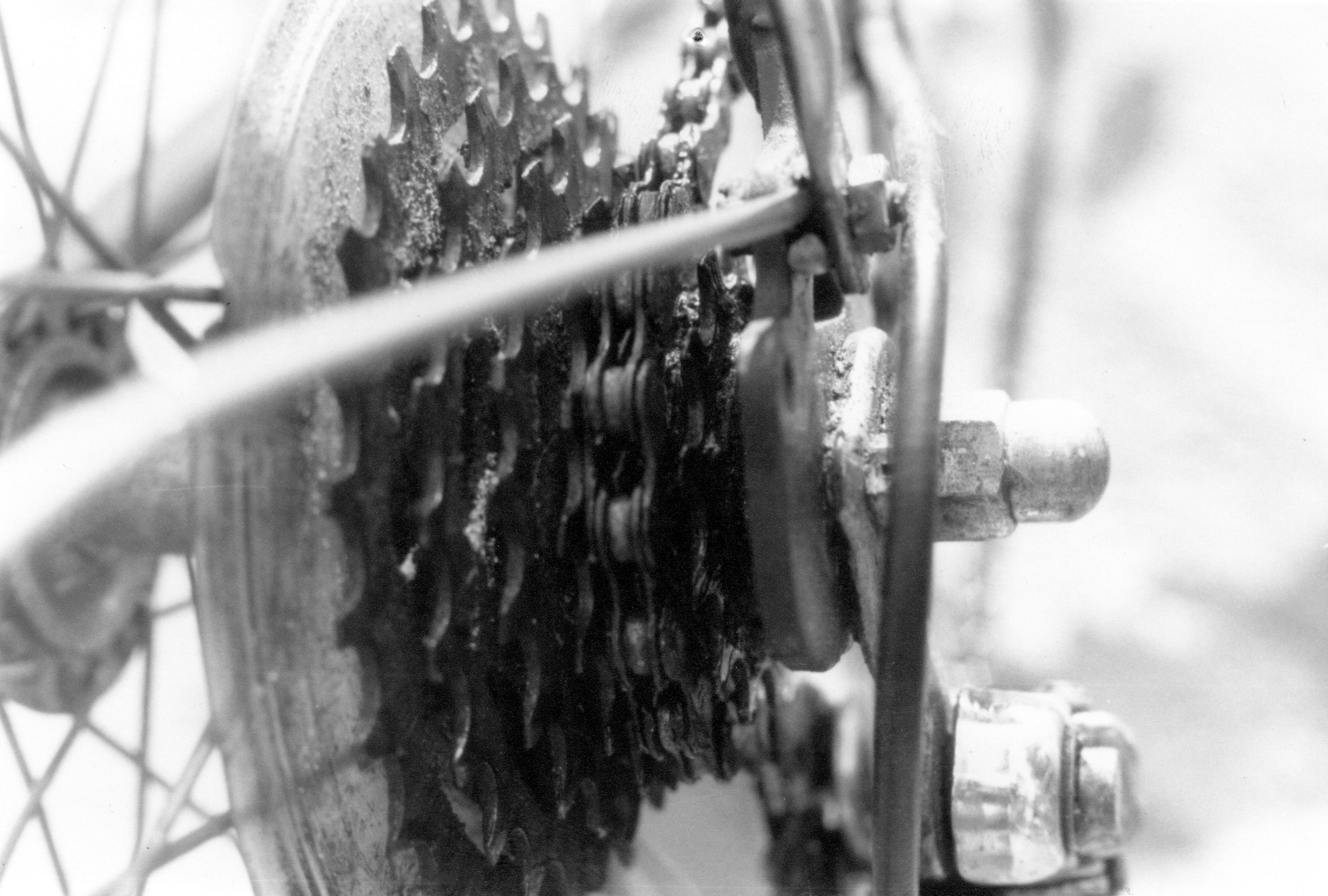
Montiertes 6fach Zahnkranzpaket mit geschraubter Aufnahme
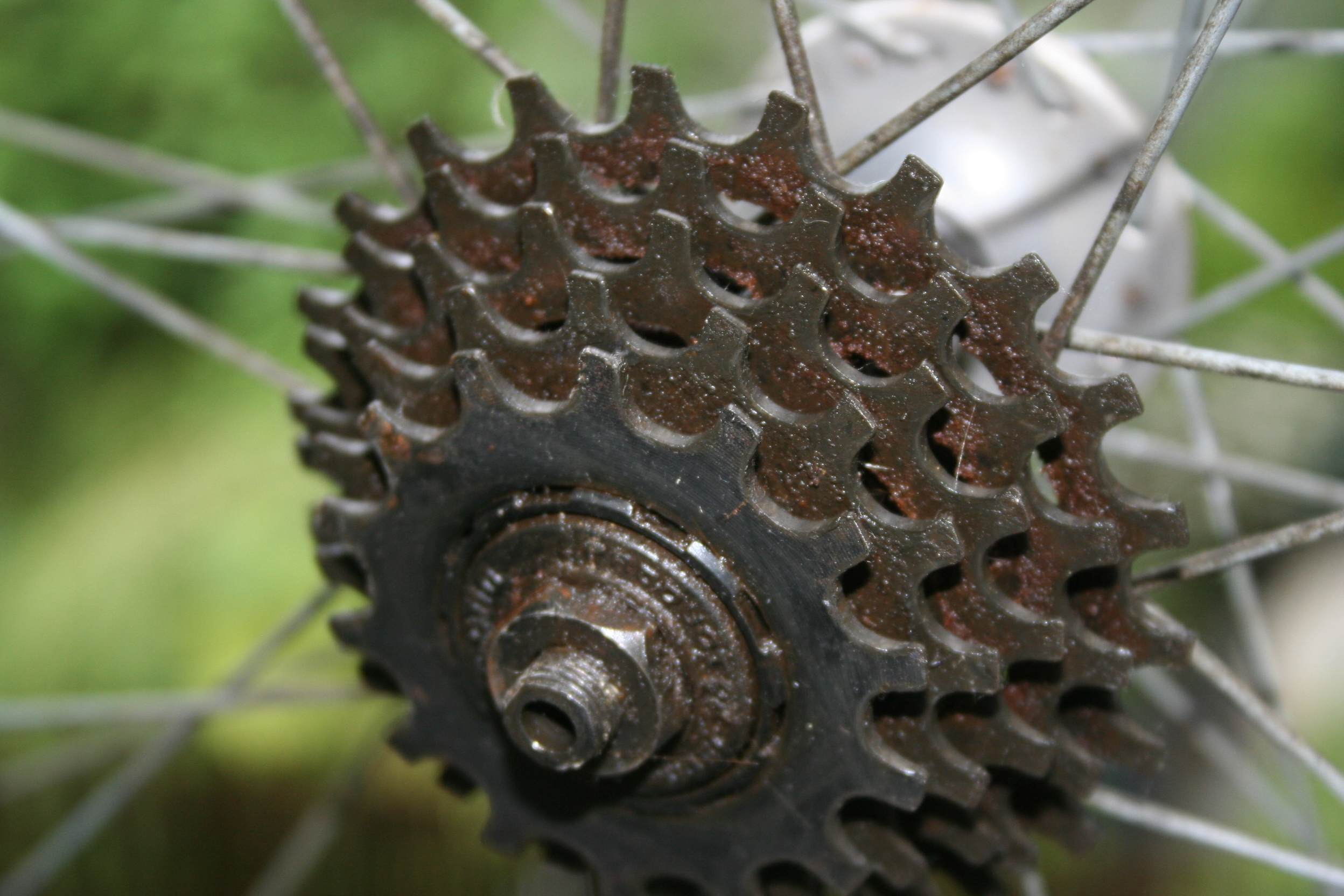
5fach-Zahnkranzpaket mit geschraubter Aufnahme
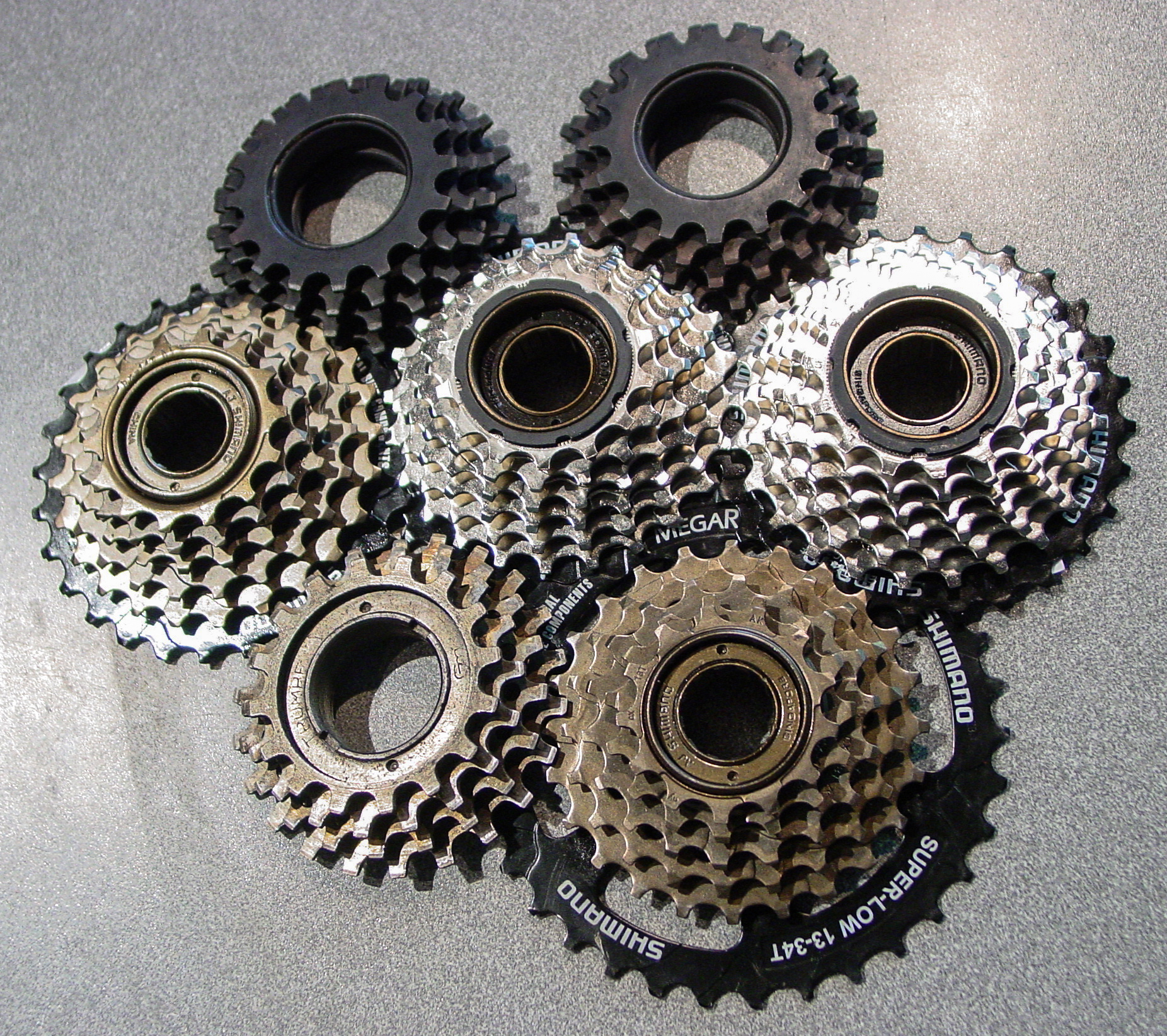
Zahnkranzpakete unterschiedlicher Größe
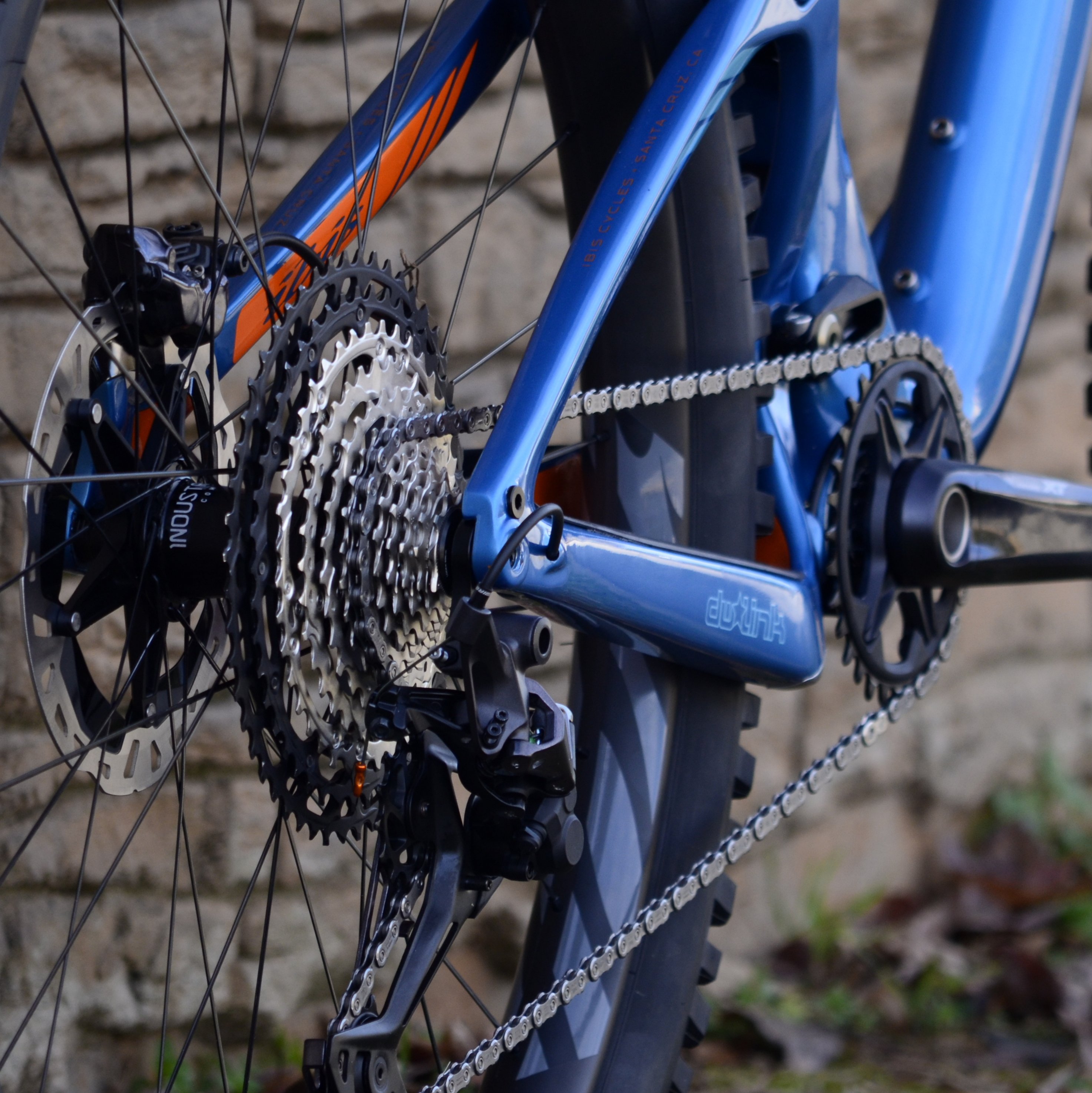
12-fach-Kassette an Mountainbike ohne Umwerfer („1-fach-Antrieb“).
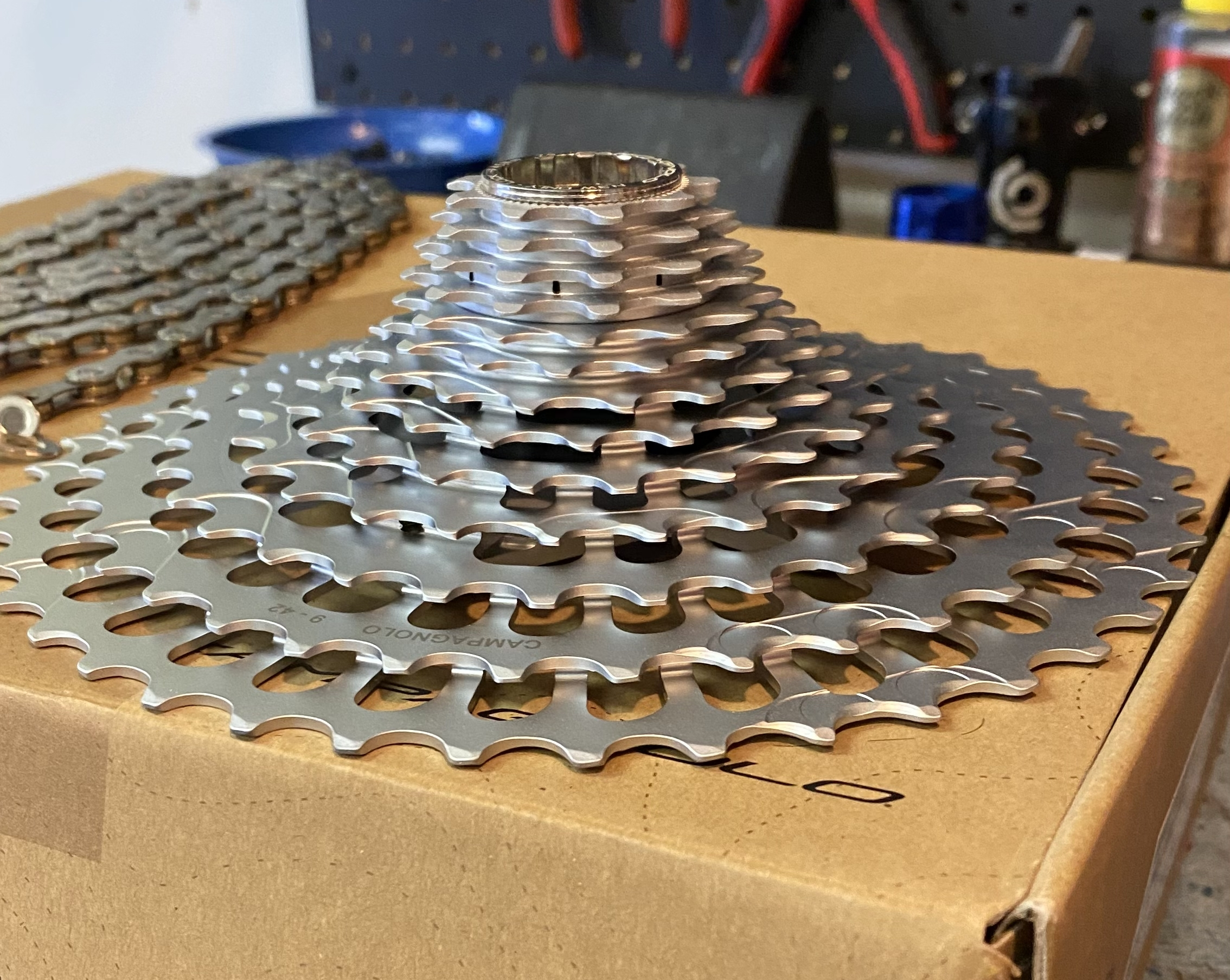
13-fach-Kassette